# Camerimage
Camerimage - The International Film Festival of the Art of Cinematography - är den största och viktigaste filmfestivalen tillägnad filmfotografi och dess skapare filmfotograferna. Festivalen arrangeras i november varje år i Polen.
Festivalen har sedan den startade 1993 varit förlagd till tre polska städer: Toruń (1993-1999), Łódź (2000-2009) och sedan 2010 i Bydgoszcz.
Camerimage innehåller tävlingssektioner för filmfotografi samt seminarier, workshops och utställningar. De viktigaste tävlingssektionerna och priserna är:
- Guld-, silver- och bronsgrodan för bästa filmfoto (Huvudtävlingen)
- Guld-, silver- och bronsgrodynglet för bästa foto av elev vid en filmskola
- Guldgrodan för bästa foto av lång dokumentärfilm
- Guldgrodan för bästa foto av kort dokumentärfilm
- Guldgrodan för bästa foto av polsk film
- Pris för bästa foto av musikvideo
- Hederspris för "Lifetime Achievement"

Svenska filmfotografer som vunnit eller nominerats vid Camerimage är bland annat Jens Fischer som fick bronsgrodan 1998 för fotot i Under ytan och silvergrodan 2005 för The Queen of Sheba's Pearls, Jörgen Persson nominerades 1997 för Jerusalem, 2010 vann Johan Holmqvist ett bronsgrodyngel för filmen Bekas, 2011 nominerades Ragna Jorming för bästa debut med fotot i Kyss mig och 2013 vann Johan Palmgren i kategorin kort dokumentärfilm för Morfar & jag och helikoptern till himlen.